# الهوير
قضاء عز الدين سليم وحدة إدارية كانت تابعة لقضاء المدينة وكانت سابقا تابعة لقضاء القرنة يبلغ تعداد سكانها حوالي 150 آلاف شخص.

## الجغرافيا
تمتد ما بين القرنة التي تحدها من الشرق إلى المدينة التي تحدها من الجنوب الغربي وتشتمل على العديد من المناطق التي منها الهوير الصغير، وهوير السادة، وهوير عكاب، والخاص وخميسة، والسمايد، وشلهة الحجاج، وشلهة كباشي، والخيوط، وأم الشويج، ومناطق عديدة أخرى.
تشتهر الهوير بأنها مركز تجاري، بحيث يبلغ عدد معامل صناعة الحديد والأخشاب قرابة ألفي معمل للأبواب والشبابيك والموبيليا، بالإضافة إلى عمل أهلها بالزراعة.
تشتهر الهوير أيضا بمناظرها الطبيعية الجميلة، وبأهوارها التي تمتد حتى حدود محافظتي الناصرية في الشمال الغربي، والعمارة في الشمال الشرقي. بالإضافة إلى احتوائها على. ثاني أكبر حقل نفطي بالعالم والذي يشغل مساحة كبيرة من المنطقة. تشتهر الهوير أيضا بشخصياتها الرماقة من شعراء وأدباء وغيرهم. ومما يقال نقلا عن قدماء أهل المنطقة إنها كانت مهدا للحضارة العريقة الممتدة على طول نهر زجري والشرجية. وقد وُجِدت فيها آثار لم يميز إلى أي عصر تعود وهذا دليل واضح على أن سكنة المنطقة كانوا من المماليك القديمة جدا بيد أن الجهل المخيم على أهاليه لم يمنحهم الفرصة على التعرف واكتشاف المنطقة بالكامل. وهناك العديد من المزارات التي توجد في أطراف الناحية مثل مقام النبي سليمان بن داود. ولكن في الآونة الأخيرة بدأت ناحية الهوير تتحول من طبيعة الهور إلى طبيعة المدينة المتحضرة وبالتالي فقدت هذه المدينة جزءا كبيرا من طبيعتها الخلابة.

## أشخاص من الهوير
- عز الدين سليم.
- كاظم الحجاج.
- حسوني اكتوبر